# Bulzești
Bulzeşti é uma comuna romena localizada no distrito de Dolj, na região de Oltênia. A comuna possui uma área de 63.56 km² e sua população era de 1725 habitantes segundo o censo de 2007.